# Beinn Mhòr
Beinn Mhòr är ett berg i Storbritannien.   Det ligger i kommunen Yttre Hebriderna och riksdelen Skottland, i den nordvästra delen av landet, 800 km nordväst om huvudstaden London. Toppen på Beinn Mhòr är 620 meter över havet. Beinn Mhòr ligger på ön South Uist.
Terrängen runt Beinn Mhòr är kuperad norrut, men söderut är den platt. Havet är nära Beinn Mhòr åt sydost. Beinn Mhòr är den högsta punkten i trakten.  Trakten runt Beinn Mhòr består i huvudsak av gräsmarker.